# Lista najlepiej sprzedających się gier komputerowych
Poniżej przedstawiona jest lista gier komputerowych, które osiągnęły najwyższą sprzedaż na poszczególnych platformach sprzętowych.

## Konsole

### Gry dołączane
Lista zawiera gry, które były dołączane do sprzedawanej konsoli oraz sprzedały się w co najmniej 10 mln sztuk:
- Wii Sports (Wii – 81,64 milionów)[1]
- Super Mario Bros. (NES – 40,24 milionów)[2]
- Tetris (Game Boy – 35 milionów)[3]
- Super Mario World (SNES – 20,60 milionów)[4]
- Kinect Adventures (Xbox 360 – 18 milionów, dostarczane razem z kontrolerem Kinect)[5]
- Sonic the Hedgehog (Sega Mega Drive/Genesis – 15 milionów)[6]

### 20 najlepiej sprzedających się
| 1.  | Pokémon Red, Blue i Green (Game Boy – około 31,38 milionów)                            |
| 2.  | Grand Theft Auto: San Andreas (PS2 – około 20,10 milionów)                             |
| 2.  | Nintendogs (DS – 20,03 milionów)                                                       |
| 3.  | Super Mario Bros. 3 (NES – 18 milionów)                                                |
| 4.  | Wii Play (Wii – 16,15 milionów)                                                        |
| 5.  | New Super Mario Bros. (DS – 15,89 milionów)                                            |
| 6.  | Gran Turismo 3: A-Spec (PS2 – 14,89 milionów)                                          |
| 7.  | Pokémon Diamond i Pearl (DS – 14,77 milionów)                                          |
| 8.  | Pokémon Gold i Silver (Game Boy Color – około 14,51 milionów)                          |
| 9.  | Brain Age: Train Your Brain in Minutes a Day! (DS – 14,48 milionów)                    |
| 10. | Super Mario Land (Game Boy – 14 milionów)                                              |
| 11. | Pokémon Ruby i Sapphire (GBA – 13 milionów)                                            |
| 12. | Mario Kart DS (DS – 12,12 milionów)                                                    |
| 13. | Brain Age 2: More Training in Minutes a Day! (DS – 12,03 milionów)                     |
| 15. | Pokémon FireRed i LeafGreen (GBA – 11,82 milionów)                                     |
| 16. | Super Mario 64 (N64 – 11 milionów)                                                     |
| 17. | Gran Turismo (PS1 – 10,85 milionów)                                                    |
| 18. | Super Mario Bros. 2 (NES – 10 milionów)                                                |
| 19. | Final Fantasy VII (PS1 – 9,8 milionów, włączając Final Fantasy VII International)      |
| 20. | Animal Crossing: Wild World (DS – 9,53 milionów), Mario Kart Wii (Wii – 9,53 milionów) |

### Nintendo

#### Nintendo Entertainment System

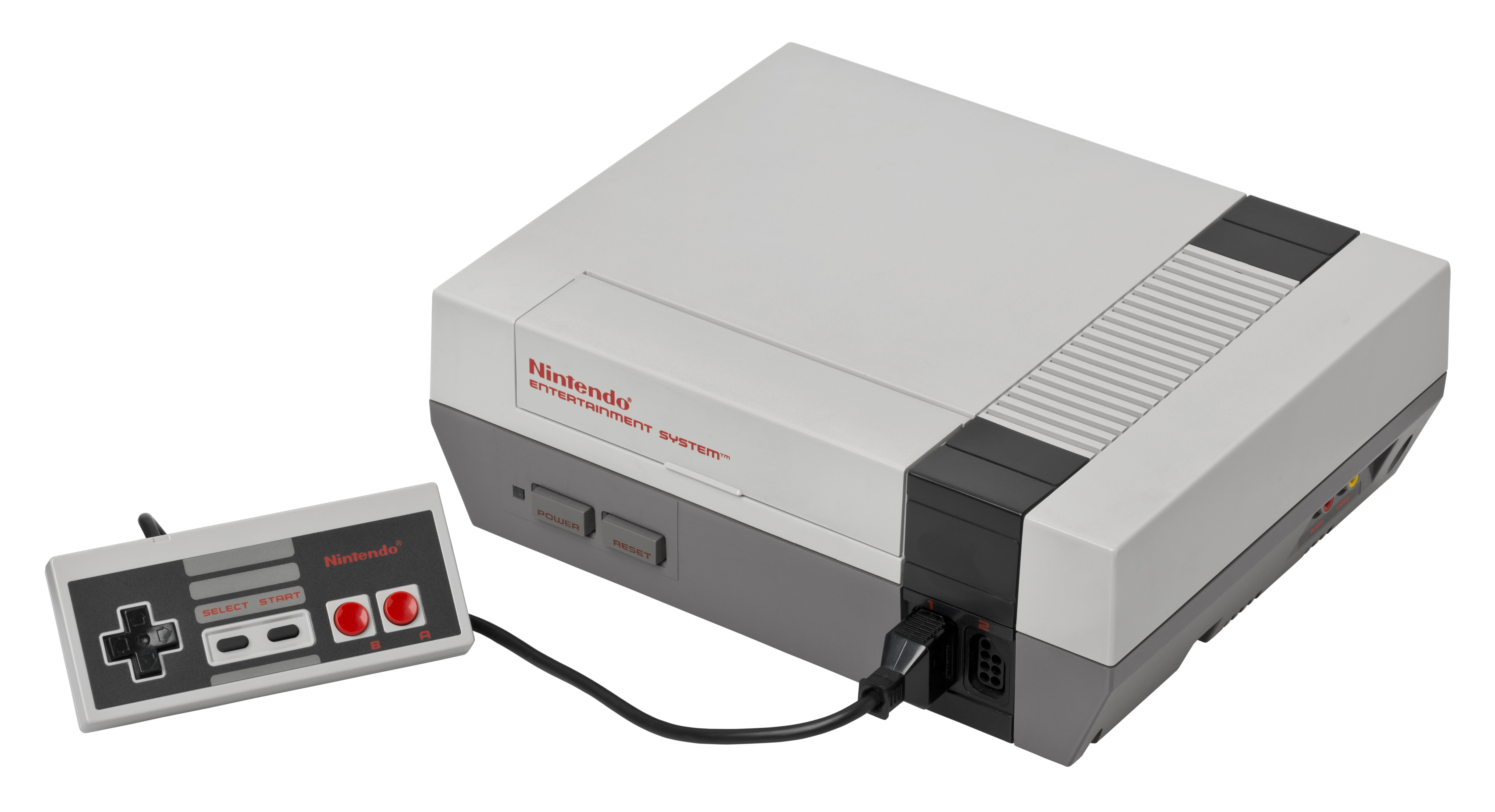
Nintendo Entertainment System

Lista gier przeznaczonych na konsolę Nintendo Entertainment System, sprzedanych w liczbie ponad dwóch milionów egzemplarzy.
| Lp. | Tytuł                           | Rok wydania | Sprzedaż                            |
| --- | ------------------------------- | ----------- | ----------------------------------- |
| 1   | Super Mario Bros.               | 1985        | 40,24 miliona                       |
| 2   | Super Mario Bros. 3             | 1988        | 18 milionów                         |
| 3   | Super Mario Bros. 2             | 1986        | 10 milionów                         |
| 4   | Tetris                          | 1984        | 8 milionów (1,81 miliona w Japonii) |
| 5   | The Legend of Zelda             | 1986        | 6,51 miliona                        |
| 6   | Zelda II: The Adventure of Link | 1987        | 4,38 miliona                        |
| 7   | Teenage Mutant Ninja Turtles    | 1989        | 4 miliony                           |
| 8   | Dragon Warrior III              | 1988        | 3,8 miliona (Japonia)               |
| 9   | Dragon Warrior IV               | 1990        | 3,1 miliona (Japonia)               |
| 10  | Metroid                         | 1986        | 2,73 miliona                        |
| 11  | Golf                            | 1984        | 2,46 miliona (Japonia)              |
| 12  | Dragon Warrior II               | 1987        | 2,4 miliona (Japonia)               |
| 13  | Baseball                        | 1983        | 2,35 miliona (Japonia)              |
| 14  | R.C. Pro-Am                     | 1988        | 2,3 miliona                         |
| 15  | Mahjong                         | 1983        | 2,13 miliona (Japonia)              |
| 16  | Family Stadium                  | 1988        | 2,05 miliona (Japonia)              |
| 17  | Punch-Out!!                     | 1987        | 2 miliony                           |

#### Super Nintendo Entertainment System

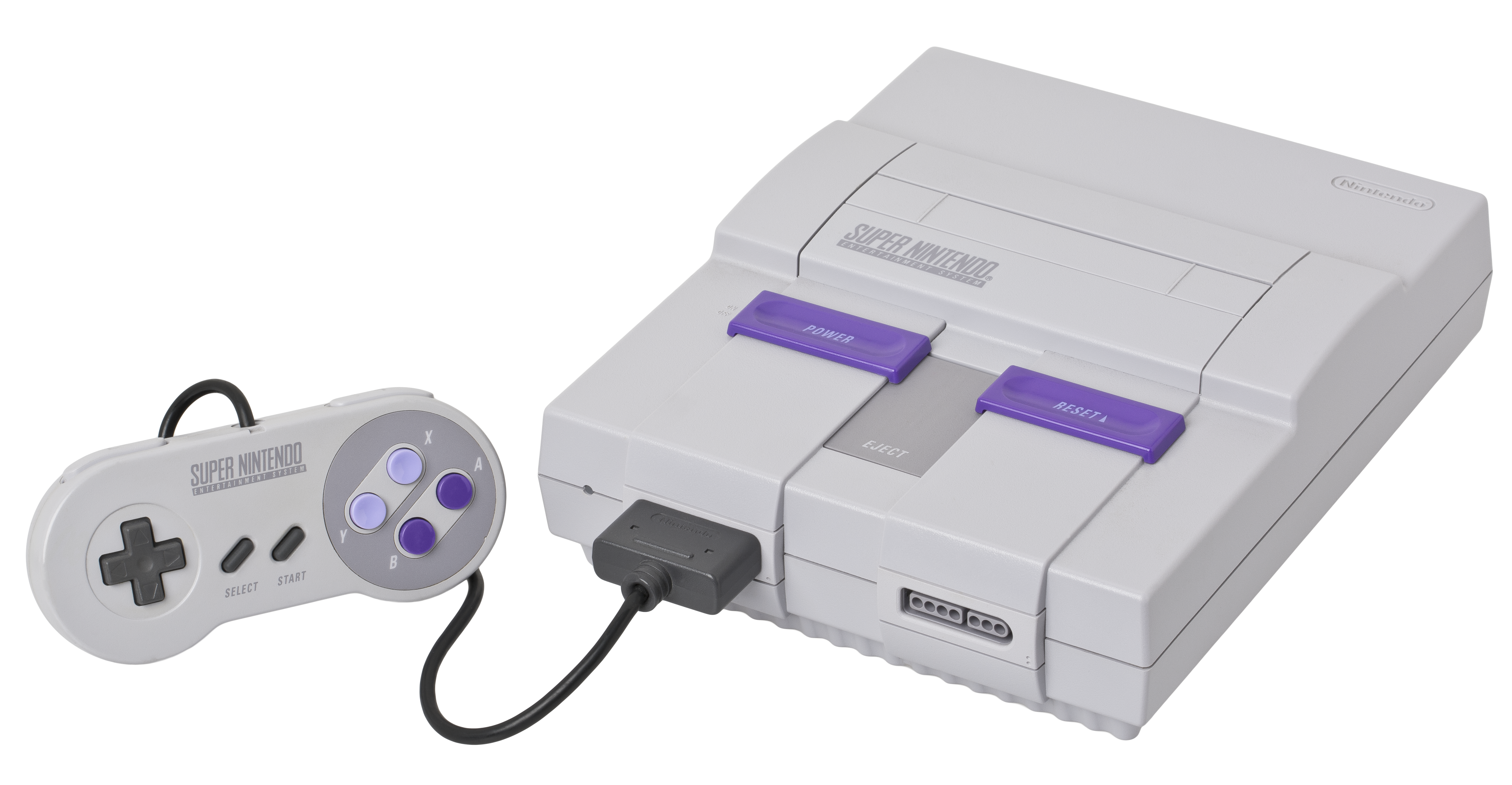
Super Nintendo Entertainment System

Lista gier dla Super Nintendo Entertainment System sprzedanych w ponad 4 milionach egzemplarzy.
- Super Mario World (20,6 milionów)
- Donkey Kong Country (9 milionów)
- Super Mario Kart (8 milionów)
- Street Fighter II (6,3 milionów)
- The Legend of Zelda: A Link to the Past (4,6 miliona)
- Donkey Kong Country 2 (4,3 miliona)
- Street Fighter II Turbo (4,1 million)
- Star Fox (4 miliony)
- Super Mario World 2: Yoshi’s Island (4 miliony)

#### Nintendo 64
Lista gier dla Nintendo 64 sprzedanych w ponad trzech milionach egzemplarzy.
- Super Mario 64 (11,6 milionów)
- Mario Kart 64 (9 milionów)
- GoldenEye 007 (8 milionów)
- The Legend of Zelda: Ocarina of Time (7,6 milionów)
- Super Smash Bros. (5 milionów)
- Diddy Kong Racing (4,4 milionów: 3,7 milionów w Stanach Zjednoczonych i strefie PAL,
- Pokémon Stadium (3,8 milionów: 3,1 milionów w Stanach Zjednoczonych, 710 765 w Japonii)
- Donkey Kong 64 (3,7 milionów: 2,6 milionów w Stanach Zjednoczonych, 1,1 miliona w Japonii)
- The Legend of Zelda: Majora’s Mask (3,3 milionów)
- Star Fox 64 (3,3 milionów: 2,7 milionów w Stanach Zjednoczonych, 565 222 w Japonii)
- Banjo-Tooie (3 miliony)

#### Nintendo GameCube
Lista gier dla Nintendo GameCube sprzedanych w ponad 2 milionach egzemplarzy.
- Super Smash Bros. Melee (7 milionów)
- Mario Kart: Double Dash!! (7 milionów)
- Super Mario Sunshine (5,5 milionów)
- The Legend of Zelda: The Wind Waker (3 miliony)
- Luigi’s Mansion (2,6 milionów: 2,1 milionów w Stanach Zjednoczonych, 348 918 w Japonii, 100 000 w Wielkiej Brytanii)
- Animal Crossing (2,3 milionów: 1,6 milionów w Stanach Zjednoczonych, 641 300 w Japonii)
- Mario Party 4 (2 miliony: 1,1 milionów w Stanach Zjednoczonych, 902 827 w Japonii)
- Metroid Prime (2 miliony)

### Sega

#### Sega Genesis
Lista gier dla Sega Genesis sprzedanych w ponad milionie egzemplarzy.
- Sonic the Hedgehog (15 milionów)
- Sonic the Hedgehog 2 (6 milionów)
- Aladdin (4 miliony)
- NBA Jam (1,9 miliona, tylko Stany Zjednoczone)
- Mortal Kombat II (1,7 miliona, tylko Stany Zjednoczone)[18]
- Street Fighter II: Special Champion Edition (1,6 miliona)
- Altered Beast (1,4 miliona, tylko Stany Zjednoczone)
- Sonic & Knuckles (1,2 miliona, tylko Stany Zjednoczone)
- Sonic the Hedgehog 3 (milion, tylko Stany Zjednoczone)
- Mortal Kombat 3 (milion, tylko Stany Zjednoczone)
- Mighty Morphin Power Rangers (milion, tylko Stany Zjednoczone)
- Ms. Pac-Man (milion, tylko Stany Zjednoczone)
- NFL 98 (milion, tylko Stany Zjednoczone)
- Sonic Spinball (milion)
- Jurassic Park (milion)
- NFL Football '94 Starring Joe Montana (milion)
- Marvel Comic's X-Men (milion)

#### Sega Saturn
| Tytuł                   | Sprzedaż    | Data wydania    | Gatunek   | Producent | Wydawca | Uwagi                                           |
| ----------------------- | ----------- | --------------- | --------- | --------- | --- | ----------------------------------------------- |
| Virtua Fighter 2        | 2,2 miliona | 1 grudnia 1995  | Bijatyka  | Sega AM2  | Sega | - 1,7 miliona egzemplarzy sprzedanych w Japonii |
| Sega Rally Championship | 1,2 miliona | 1995            | Wyścigowa | Sega      | Sega |                                                 |
| Grandia                 | 1 milion    | 18 grudnia 1997 | RPG       | Game Arts | Entertainment Software Publishing (Japonia) Sony Computer Entertainment (Ameryka Północna) Ubisoft (Europa) |                                                 |

#### Sega Dreamcast
Lista gier dla Sega Dreamcast sprzedanych w ponad milionie egzemplarzy.
- Sonic Adventure (2,5 miliona)
- Soulcalibur (1,3 miliona)
- Crazy Taxi (1,2 miliona)
- Shenmue (1,2 miliona)
- Resident Evil Code: Veronica (1,1 miliona)
- NFL 2K1 (1,1 miliona, tylko Stany Zjednoczone)
- NFL 2K (milion, tylko Stany Zjednoczone)

### Sony

#### Sony PlayStation

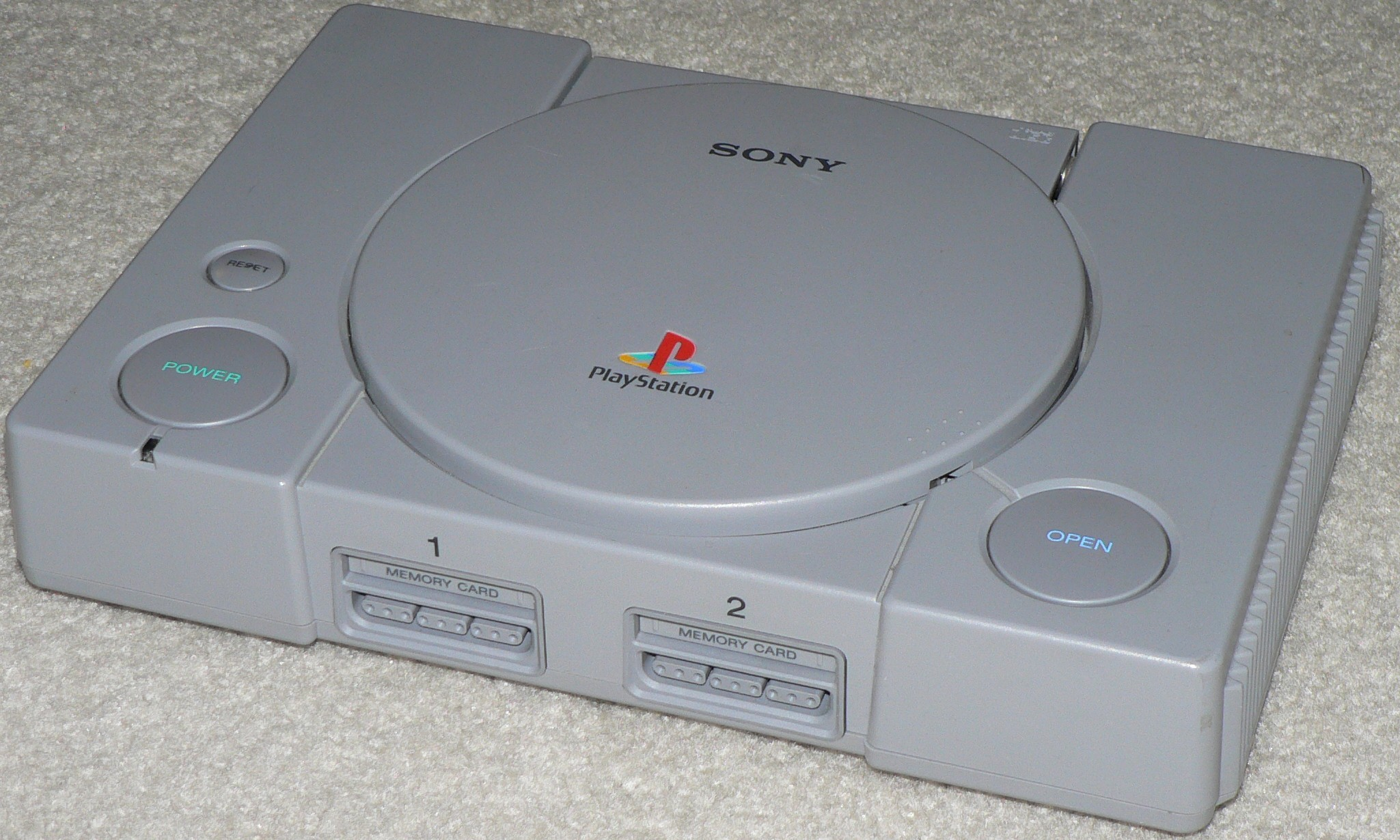
PlayStation

Lista gier dla Sony PlayStation sprzedanych w ponad 5 milionach egzemplarzy.
- Gran Turismo (10,8 milionów)[22]
- Gran Turismo 2 (9,9 milionów)[22]
- Final Fantasy VII (9,7 milionów)[22]
- Final Fantasy VIII (8,1 milionów)
- Tomb Raider II (8 milionów)[23]
- Harry Potter i Kamień Filozoficzny (8 milionów)[23]
- Tomb Raider (7 milionów)[24]
- Metal Gear Solid (7 milionów)
- Crash Bandicoot (6,8 milionów)
- Tomb Raider III (6 milionów)[23]
- Crash Bandicoot 3: Warped (5,7 milionów)
- Final Fantasy IX (5,3 milionów)
- Tomb Raider: The Last Revelation (5 milionów)[23]

#### Sony PlayStation 2
Lista gier dla Sony PlayStation 2 sprzedanych w ponad 5 milionach egzemplarzy.
- Grand Theft Auto: San Andreas (17,3 milionów)[22]
- Gran Turismo 3: A-Spec (14,8 milionów[22]: 7,1 milionów w Ameryce Północnej, 1,8 miliona w Japonii, 5,8 w Europie)
- Gran Turismo 4 (11,7 milionów[22]: 3,3 milionów w Ameryce Północnej, 6,8 w Europie, 1,2 w Japonii)
- Grand Theft Auto: Vice City (9,2 milionów: 8,2 milionów w Stanach Zjednoczonych, 410 293 w Japonii, 600 000 w Wielkiej Brytanii)
- Grand Theft Auto III (7,5 milionów: 6,5 milionów w Stanach Zjednoczonych, 358 917 w Japonii, 600 000 w Wielkiej Brytanii)
- Metal Gear Solid 2: Sons of Liberty (7 milionów)
- Final Fantasy X (6,6 milionów)
- Final Fantasy XII (5,2 milionów: 2,4 milionów w Japonii, 1,7 milionów w Stanach Zjednoczonych, 1,1 milionów w Europie)

#### Xbox

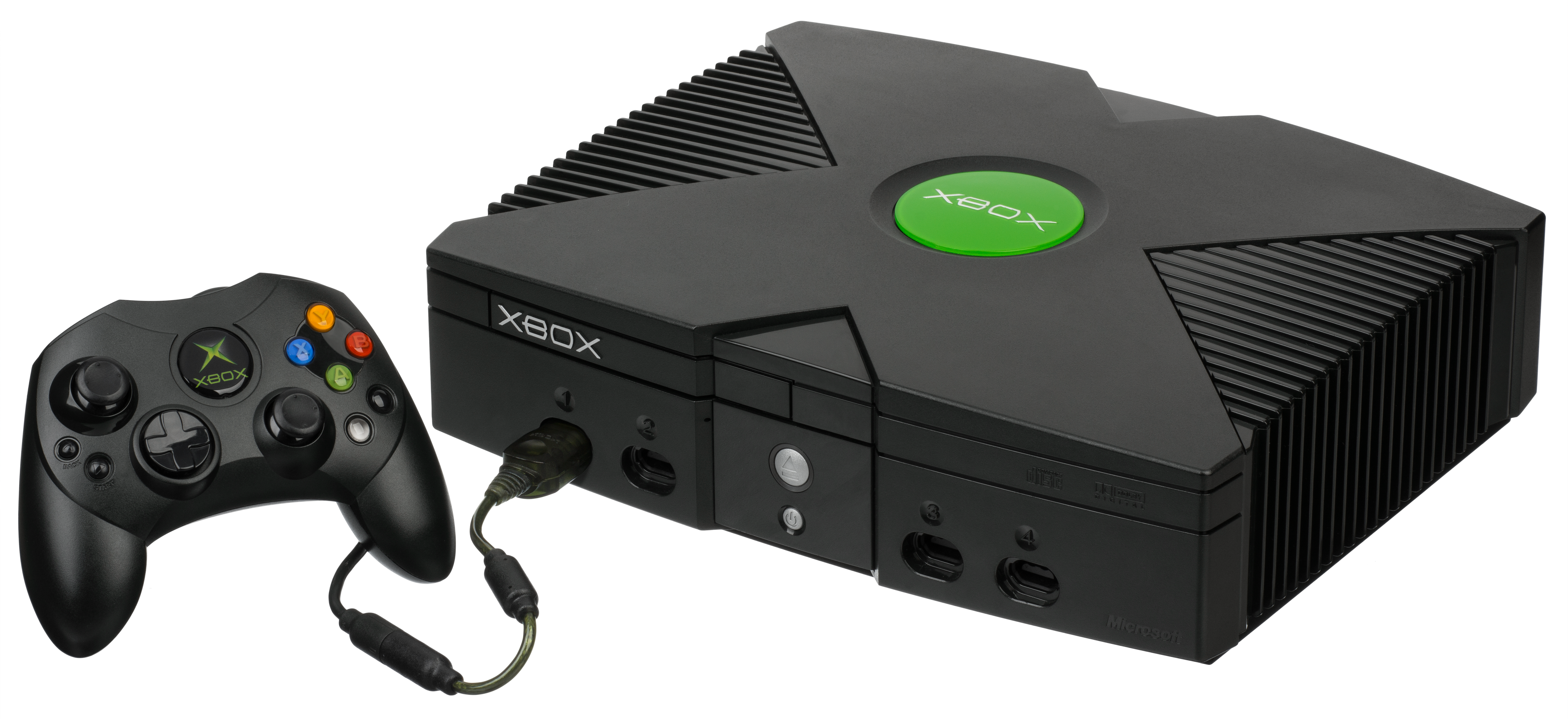
Xbox

### Microsoft

#### Xbox One
| Tytuł                           | Sprzedaż    | Data wydania         | Gatunek                               | Producent        | Wydawca           |
| ------------------------------- | ----------- | -------------------- | ------------------------------------- | ---------------- | ----------------- |
| Halo 5: Guardians               | 5 milionów  | 27 października 2015 | strzelanka pierwszoosobowa            | 343 Industries   | Microsoft Studios |
| Dead Rising 3                   | 1,9 miliona | 22 listopada 2013    | przygodowa gra akcji, survival horror | Capcom Vancouver | Microsoft Studios |
| Forza Motorsport 5              | 1 milion    | 22 listopada 2013    | gra wyścigowa                         | Turn 10 Studios  | Microsoft Studios |
| Forza Motorsport 6              | 1 milion    | 18 września 2015     | gra wyścigowa                         | Turn 10 Studios  | Microsoft Studios |
| Gears of War: Edycja Limitowana | 1 milion    | 28 sierpnia 2015     | strzelanka trzecioosobowa             | The Coalition    | Microsoft Studios |
| Rise of the Tomb Raider         | 1 milion    | 13 listopada 2015    | przygodowa gra akcji                  | Crystal Dynamics | Square Enix       |

## Konsole przenośne

### Nintendo Game Boy (także dla Game Boy Color)
Lista gier dla Nintendo Game Boy i Game Boy Color sprzedanych w ponad 5 milionach egzemplarzy.
- Tetris (35 milionów)
- Pokémon Red i Green/Blue (23,6 milionów: 10,2 milionów w Japonii, 9,8 milionów w Stanach Zjednoczonych, 3,5 milionów w Wielkiej Brytanii)
  - Pokémon Red (4,8 milionów w Stanach Zjednoczonych, 1,2 milionów w Wielkiej Brytanii)
  - Pokémon Blue (5 milionów w Stanach Zjednoczonych, 1,2 milionów w Wielkiej Brytanii)
- Pokémon Gold i Silver (23 milionów; 7,6 milionów w Stanach Zjednoczonych, 7 milionów w Japonii, 600 000 w Wielkiej Brytanii)
  - Pokémon Gold (7,4 milionów: 3,7 milionów w Stanach Zjednoczonych, 3,4 milionów w Japonii, 300 000 w Wielkiej Brytanii)
  - Pokémon Silver (7,6 milionów: 3,8 milionów w Stanach Zjednoczonych, 3,5 milionów w Japonii, 300 000 w Wielkiej Brytanii)
- Super Mario Land (18 milionów)
- Super Mario Land 2: 6 Golden Coins (11 milionów)
- Pokémon Yellow: Special Pikachu Edition (8,8 milionów: 5,1 milionów w Stanach Zjednoczonych, 3,1 milionów w Japonii, 1 milion w Wielkiej Brytanii)
- The Legend of Zelda: Link’s Awakening (6 milionów: 3,8 milionów, 2,2 milionów dla wersji DX)

### Nintendo Game Boy Advance
Lista gier dla Nintendo Game Boy Advance sprzedanych w ponad milionie egzemplarzy.
- Pokémon Ruby and Sapphire (13 milionów)
- Pokémon FireRed and LeafGreen (11,8 milionów)
- Pokémon Emerald (6,3 milionów)
- Super Mario World: Super Mario Advance 2 (4,1 milionów: 3,1 milionów w Stanach Zjednoczonych, 919 234 w Japonii, 100 000 w Wielkiej Brytanii)
- Super Mario Advance (3,9 milionów: 2,8 milionów w Stanach Zjednoczonych, 887 505 w Japonii, 200 000 w Wielkiej Brytanii)
- Mario Kart: Super Circuit (3,7 milionów: 2,5 milionów w Stanach Zjednoczonych, 938 175 w Japonii, 300 000 w Wielkiej Brytanii
- Super Mario Advance 4: Super Mario Bros. 3 (3,6 milionów: 2,8 milionów w Stanach Zjednoczonych, 718 207 w Japonii, 100 000 w Wielkiej Brytanii)
- Namco Museum (2,9 milionów w Stanach Zjednoczonych)
- Pokémon Mystery Dungeon: Red Rescue Team (2,2 milionów)
- Yoshi’s Island: Super Mario Advance 3 (2,1 milionów: 1,5 milionów w Stanach Zjednoczonych, 515 633 w Japonii, 100 000 w Wielkiej Brytanii)
- The Legend of Zelda: A Link to the Past & Four Swords (2 milionów: 1,63 million w Stanach Zjednoczonych, 293 989 w Japonii, 100 000 w Wielkiej Brytanii)

### Nintendo DS

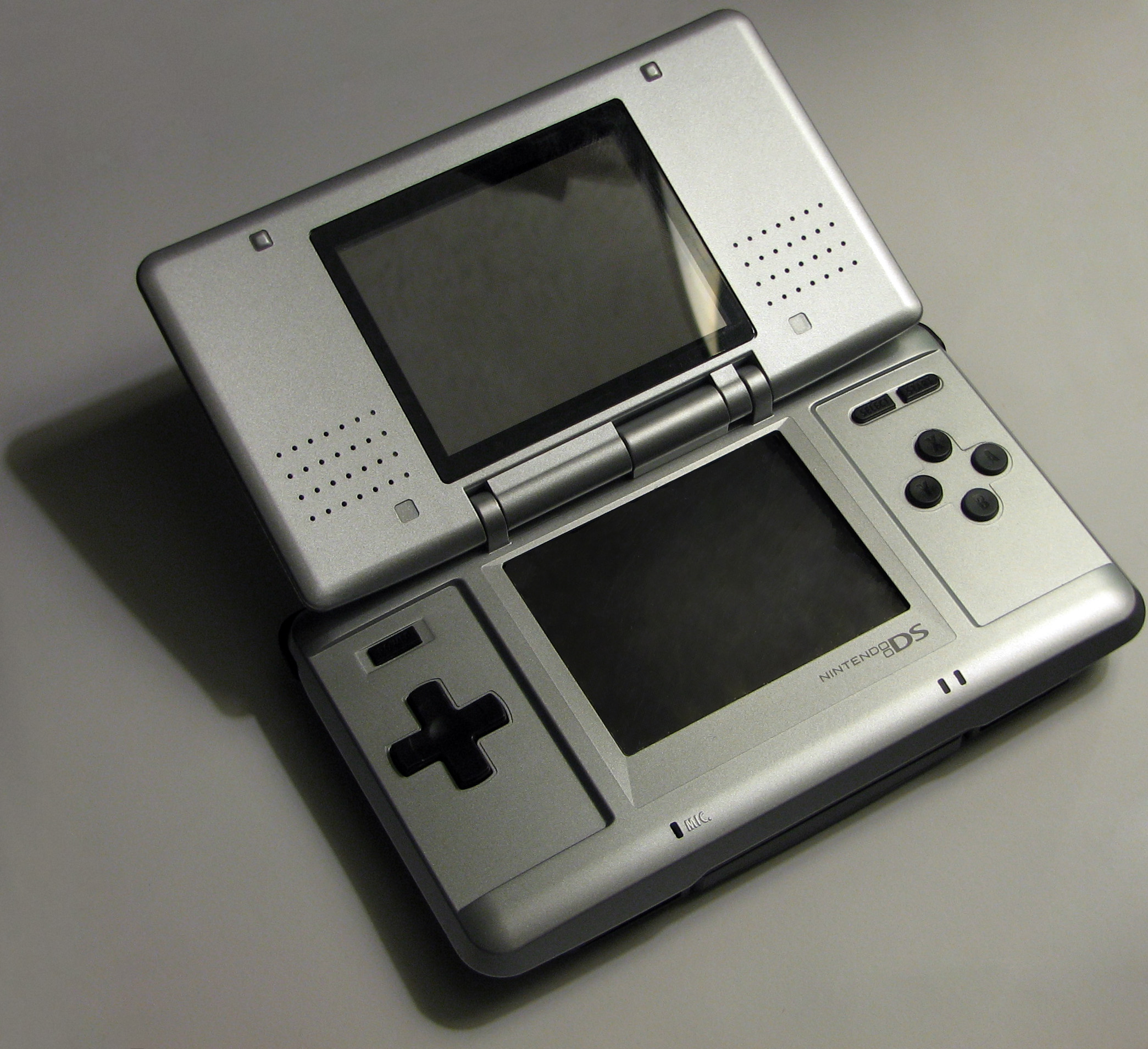
Nintendo DS

Lista gier dla Nintendo DS sprzedanych w ponad 5 milionach egzemplarzy.
- New Super Mario Bros. (30,1 milionów)
- Nintendogs All versions (23,6 milionów)
- Mario Kart DS (22,5 milionów)
- Brain Age: Train Your Brain in Minutes a Day! (18,9 milionów)
- Pokémon Diamond i Pearl (17,5 milionów)
- Brain Age 2: More Training in Minutes a Day! (14,8 milionów)
- Pokémon Black i White (14,7 milionów)
- Pokémon HeartGold i SoulSilver (11,9 milionów)
- Animal Crossing: Wild World (11,5 milionów)
- Super Mario 64 DS (9,6 milionów)
- Mario Party DS (8,2 milionów)
- Pokémon Black 2 i White 2 (7,6 milionów)
- Pokémon Platinum (7 milionów)
- Dragon Quest IX: Sentinels of the Starry Skies (5,3 milionów; 4,2 milionów w Japonii, 1 milion w innych krajach)
- Big Brain Academy (5 milionów)

## Najlepiej sprzedające się serie gier
1. Mario (446 milionów)
2. Pokémon (219 milionów)
3. Grand Theft Auto (185 milionów[25])
4. Need for Speed (150 milionów[26])
5. The Sims (150 milionów[27])
6. Tetris (125 milionów[28])
7. FIFA (100 milionów[29])
8. Final Fantasy (102 milionów)
9. Call of Duty (100 milionów[30])